# 北淡県民サンビーチ
北淡県民サンビーチ（ほくだんけんみんサンビーチ）は、兵庫県淡路市野島蟇浦にある海水浴場である。

## 概要
明石海峡を望むサンセットライン沿い、北淡地域のビーチ。
水の透明度も高く、山の川からの綺麗な水が流れている。
播磨灘にしずむ夕日は美しく、日本の夕陽百選にもえらばれており、ビュースポットとしても人気。

## アクセス
- 北淡震災記念公園下（あわ神あわ姫バス・高速バス）